# Adelheid Sieveking
Adelheid Sieveking (* um 1600; † Ende Februar 1654 in Rinteln) war ein Opfer der Hexenverfolgungen in Rinteln.

## Leben
Adelheid Sieveking, geborene Vögeler, stammte aus einer alten Tuchmacherfamilie und war die Ehefrau des Wollhändlers und Tuchmachers Hans Sieveking, eines der wohlhabendsten Bürger Rintelns. Er hatte in seiner Zunft eine führende Stellung und verfügte über beste Handelsbeziehungen entlang der Weser. Er war Händler und Produzent. Zugleich war er Ratsherr und hatte mehrere Ehrenämter inne.
Während seiner zahlreichen Handelsreisen führte Ehefrau Adelheid Sieveking nicht nur den Haushalt, sondern vertrat auch ihren Mann. Ihr Sohn Jürgen (* 1622) half im Geschäft des Vaters. Als 1625/26 die Pest in Rinteln wütete, hatte Adelheid Sieveking den Tod mindestens eines ihrer Kinder zu beklagen.
Am 21. Januar 1654 wurde die Bürgersfrau Adelheid Sieveking unter dem Vorwurf der Hexerei vor das Stadtgericht zitiert. Schon gegen ihre Mutter, die Sievekingsche, war 1635 der Vorwurf der Hexerei erhoben worden.

## Hexenverfolgungen in Rinteln

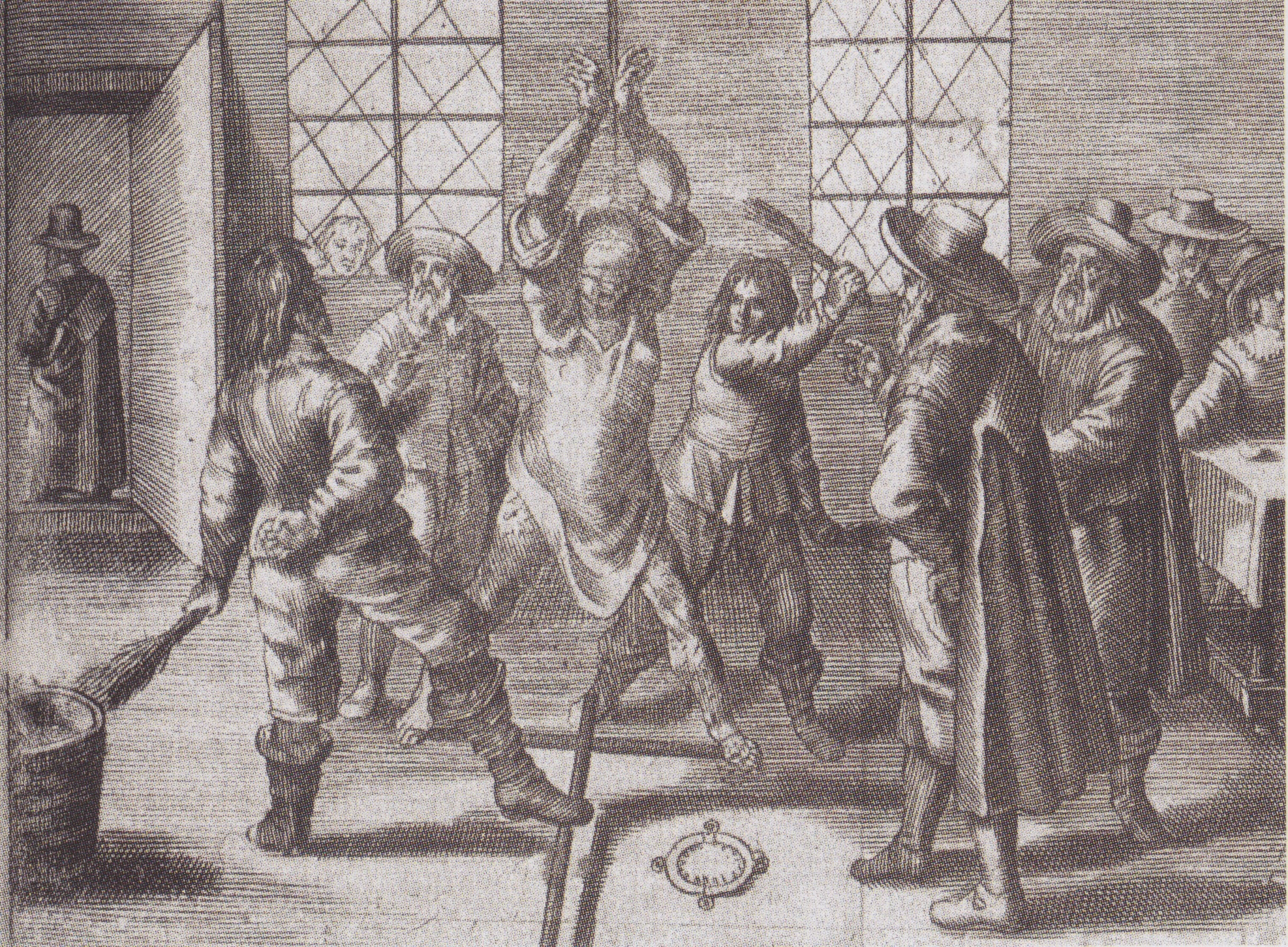
Verhör in einem Hexenprozess

Rinteln war Schauplatz intensiver Hexenverfolgungen. Die Hexenprozesse wurden maßgeblich vorangetrieben durch die Professoren der Juristenfakultät an der Universität Rinteln. Die Juristen der Akademia Ernestina verstärkten durch ihre Beratung von Stadt- und Amtsgerichten im ganzen Nordwesten die Hexenprozesse. Zwischen 1621 und 1675 sind rund 400 Gutachten überliefert, die durchweg die rücksichtslose Verfolgung von vermeintlichen Hexen und Hexenmeistern anordneten.
Das juristische Delikt der Hexerei war in der reichsweit gültigen Constitutio Criminalis Carolina verankert. Es fand sich auch in der Polizey-Ordnung, die Graf Ernst zu Holstein-Schaumburg, der Stifter der Rintelner Universität, 1610 erlassen hatte. Hexerei galt als todeswürdiges Verbrechen, das mit dem Verbrennen auf dem Scheiterhaufen geahndet wurde. Der Stadtrat in Rinteln hatte die Hohe Gerichtsbarkeit inne mit dem Recht, Menschen wegen Hexerei zu verurteilen und zu verbrennen.
Im Gebiet der heutigen Stadt Rinteln wurden in der Zeit von 1560 bis 1669 mindestens 88 Menschen in Hexenprozessen angeklagt, von denen viele mit der Hinrichtung endeten. Höhepunkte waren die Jahre 1634 bis 1655. In den Jahren 1634–1635 wurden 13 Menschen hingerichtet. Eine weitere Welle von Hexenprozessen begann, nachdem Rinteln 1651 wegen seiner entfernten Lage zur Residenzstadt Kassel eine eigene Regierung mit Obergericht erhielt. 1654 wurden mindestens elf Personen der Hexerei angeklagt und 1655 weitere drei Menschen, darunter Johann Ernsting, genannt Kronenschäfer.
Die Stadt Rinteln, deren Universität maßgeblich zur Verbreitung der Hexenprozesse beitrug, hält damit in Niedersachsen einen traurigen Rekord.

## Hexenprozess gegen Adelheid Sieveking
Seit dem Herbst 1653 fanden auf dem nahen Schloss Arensburg im benachbarten Schaumburg-Lippe auf Betreiben des dortigen Grafen Philipp Massenprozesse unter dem Vorwurf der Hexerei statt, bei denen unter der Folter die Angeklagten immer neue Frauen und Männer der Teilnahme beim Hexensabbat bezichtigten. Die Gefolterten nannten als Hexentanzplatz die Klippe des Luhdener Berges zwischen Eilsen und Rinteln.
Am 10. Oktober 1653 bezichtigte die Angeklagte Catharina Tieking aus Luhden die Rintelner Bürgerfrau Adelheid Sieveking, beim Hexensabbat dabei gewesen zu sein. Sie hätte dort mit der Frau des Andreas Einsam aus Rinteln getanzt. Als Professor David Pestel, Senior der juristischen Fakultät der Universität Rinteln, von der Aussage gegen die Rintelnerin erfuhr, begann ein Ermittlungsverfahren.
Im ersten Verhör wurde Adelheid Sieveking der bereits verhafteten Ehefrau des Andreas Einsam gegenübergestellt. Diese sagte ihr ins Gesicht: sie, die Sievekingsche, sei dabei gewesen auf dem Hexentanze oben auf dem Luhdener Berg an der alten, verfallen Wallfahrtskapelle von St. Katharinen. Deshalb sei sie der Hexerey halber ebenso schuldig wie sie selbst.
Das Protokoll des Hexenprozesses notierte: Adelheid Sieveking weis für angst nicht wo sie sich hinwenden soll. Balt hatt sie sich gesetzet, balt ist sie von einem Ort zum anderen gegangen. Hilflos und verzweifelt schlug sie die Hände über dem Kopf zusammen. Vergeblich versuchte sie in den folgenden Wochen des Prozesses ihre Ehre als angesehene Bürgersfrau zu retten. Sie bestritt alle gegen sie erhobenen Vorwürfe. Die Deputierten des Stadtrates ließen sie in Haft nehmen, und das Verfahren nahm seinen Lauf.
Zwischen dem 21. und 26. Januar 1654 durften ihr Ehemann und der 32-jährige Sohn Jürgen die Angeklagte im Gefängnis in Anwesenheit von zwei Ratsherren besuchen, welche das Gespräch protokollierten. Auf die Frage ihres Mannes antwortete sie, sie wolle bei der Wahrheit bleiben und die Vorwürfe bestreiten: Ja, sie mögen mir peinigen wie sie wollen, und wenn ihr hören werdet, das sie mir peinigen, so fahret zusammen auf eure Knie und bedet [dass] mir Gott Kreffte bescheret und bekümmert euch nicht zu viel umb mir, den ich wil gern sterben. Bittet nur die Herren, das sie mir nicht zu lange sitzen lassen.  Adelheid Sieveking wusste, dass dies eine letzte Gelegenheit war, noch die wichtigsten Dinge vor ihrem Ende zu regeln. Sie bat ihren Mann, der Kirche eine namhafte Summe für die Stadtschule zu stiften, sein Handwerk niederzulegen und die Angestellten abzuschaffen. Den Sohn Jürgen sollte er zu sich ins Haus nehmen. Ihr Sohn klagte über die Verachtung, die ihm in der Stadt als Sohn einer vermeintlichen Hexe entgegenschlug: Ach Möme, ich mach nicht bei die Lude (Leute) kommen! Das weiß ich wol, antwortete die Mutter traurig, wegen meines schmelichen Dodes.
Es gibt Hinweise, dass es die konkurrierende Wandmacherfamilie Wiebbach war, die den Verdächtigungen immer neue Nahrung gaben. Es wurden viele Zeugen gehört, die zahlreiche Beschuldigungen äußerten. 
- Die Angeklagte habe Schadenzauber verübt und habe den Sohn des Großbauern, der vor etlichen Jahren mit ihrem Sohn Jürgen die Stadtschule besuchte, mit einer Bratbirne vergiftet.
- Ratskellerwirt Johann Ovenstede berichtete von einem Fass Bier, das er einmal im Sommer von der Sievekingschen zum Abverkauf erhalten habe und zur Kühlung im Sand des Kellerbodens eingrub. Als er es nach 14 Tagen öffnen wollte, sei es plötzlich leer gewesen.
- Eine Nachbarin beschwörte, Adelheid Sieveking habe versucht, sie das Hexen zu lehren, als sie sich einmal mit ihr hinten in der Stube unterhalten und sie so merkwürdig unverständlich geredet habe.
- Auch der Stadtrichter Johann Deventer trat als Zeuge auf und gab an, schon seit seiner Jugend habe er sich vor der Sievekingschen als einer Hexe gefürchtet.

Etliche ähnliche Vorfälle wurden von Zeugen unter Eid geschildert und von den Geschworenen des Rates als Indizien anerkannt.
Nach den Zeugen wurde Adelheid Sieveking verhört. Bei mehr als 90 Fragen bestritt sie alle Vorwürfe: Die Familie Wiebbach hätte ihr schon damals das halbe Hertz genommen. Auch an den anderen Anschuldigungen sei nichts Wahres. So sei es auch mit dem Verfahren gegen ihre unschuldige Mutter gewesen, die mit falschen Zeugen belastet worden sei. Warum die Ratsherren diese damals vorübergehend inhaftieren ließen, könne sie nicht sagen: Die Herren möchtens wissen.
Als die Stadträte fragten: ob sie meine, wann sie unschuldig, dass sie der Raht gleichwohl würde hinrichten lassen? Sie könne darauf nicht andwordten, soll sie erwidert haben. Adelheid Sieveking wurde wieder in ihre Zelle geführt.
Die Inquisitin, wie sie nun genannt wurde, wurde am nächsten Tag wieder vorgeführt. Auf Drängen von Pfarrer Adolph Wilhelm Rottmann und Pfarradjunkt Daniel Wilhelmi habe sie ihre Schuld eingestanden. Im Verhör vor den Ratsherren stellte sich heraus, dass sie nur ausgesagt hatte, weil die Geistlichen ihr bei einem Geständnis die Begnadigung zu einer Geldstrafe bzw. Verweisung aus der Stadt in Aussicht gestellt hatten. Als Adelheid Sieveking den Betrug erkannte, widerrief sie alles und beschuldigte beide Pastoren der gezielten Täuschung.
Weil die Inquisitin sich damit erneut halsstarrig zeigte und nicht freiwillig gestehen wollte, wandten sich die Ratsherren an die Rintelner Juristen-Fakultät unter Professor David Pestel. Die Rintelner Universität erkannte bei Hexenprozessen in stereotypen Formaltexten stets mit unnachgiebiger Strenge auf Verhaften, Foltern und Verbrennen. Keine andere Juristenfakultät im ganzen Reich ging mit vergleichbarer Brutalität und Blindheit zu Werke.
Am übernächsten Tag schon konnte der Inquisitin das Gutachten verlesen werden. Es empfahl, nachdem die Prozessakten mit fleiss verlesen und collegialiter woll erwogen sein sollten, die Inquisitin mit scharffer Tortur zimblichermassen zu belegen. Auf diese Drohung hin gestand Adelheid Sieveking gütlich. Sie bekannte, von Gott abgefallen zu sein, sich dem Teufel ergeben zu haben und auch auf dem Hexentanz gewesen zu sein.
Auf Verlangen der Stadträte nannte sie sogar angebliche Komplizinnen, die sie dort gesehen habe.
Doch Adelheid Sieveking weigerte sich, Schadenzauber an ihren Mitmenschen zuzugeben, den vierten Tatbestand der Hexerei. Daher forderten die Ratsherren erneut ein Rechtsgutachten ein. Bereits am übernächsten Tag lag die Antwort von Professor David Pestel von der Universität vor: Androhung der Folter, und zwar in Anwesenheit des Scharfrichters mit ausgebreiteten Instrumenten.
Unterdessen unterbreitete Hans Sieveking dem Stadtrat, wie mit seiner Ehefrau in der Zelle abgesprochen, ein bemerkenswertes Angebot, 250 Taler für die Stadtschule zu spenden, wenn der Rat sich zu einem Gnadenakt bereit erklärte: zur ehrenhaften Hinrichtung auf dem Marktplatz durch das Schwert. Anschließend sollte die Leiche in christlicher Weise auf dem Kirchhof beigesetzt werden.
Normalerweise endeten die meisten Hexenprozesse mit dem Tod durch Verbrennen, in Qual und Schande zugleich. Solche Hinrichtungen wurden auf dem Schindanger außerhalb der Stadt vollzogen, wo der Abdecker verendetes Vieh zu verscharren hatte.
Die Ratsherren verlangten 500 Reichstaler zuzüglich der Erstattung der Prozesskosten, ohne freilich ein verbindliches Versprechen abgeben zu wollen. Hans Sieveking ging schließlich auch darauf ein, dann aber scheiterten die Verhandlungen, möglicherweise auf Einschreiten der Juristen-Fakultät.
Adelheid Sieveking widerrief am 7. Februar ihr ohnehin noch unvollständiges Geständnis. Die Ratsdeputierten beschlossen daraufhin, die Inquisitin am 13. Februar der Folter durch den Rintelner Abdecker und Scharfrichter Henrich Schlix in der Folterkammer auf dem Dachboden des Ratskellers zu unterwerfen. Der liebe Meister Henrich, wie ihn das Anschreiben des Stadtrates nannte, hatte erst vor kurzem wegen Unzucht und Vergewaltigung einige Tage im Gefängnis gesessen. Doch hatte er zuletzt bei den Arensburger Hexenprozessen erfolgreiche Arbeit geleistet. Dass ihm dabei immer wieder Inquisitinnen auf der Folter starben, war Teil seines Berufes.
Die Stadträte gaben der Angeklagten eine letzte Chance für ein Geständnis ohne Tortur. Doch Sieveking weigerte sich. Sie forderte stattdessen die Wasserprobe. Erst wenn diese für sie negativ ausfiel, wollte sie gestehen, was man von ihr hören wollte. Adelheid Sieveking wurde sofort nach der Verhandlung zur Weser geführt und dort in der Mitte des Flusses von einem Boot aus in das eisige Wasser gelassen: zweimal mit gefesselten Händen und Füßen, einmal frei, nur an einer einfachen Halteleine. Doch sie ging nicht unter, sondern trieb an der Oberfläche. Das so genannte Gottesurteil war damit eindeutig: schuldig. Adelheid Sieveking konnte es kaum glauben. Zurück in der Ratsstube verkündete sie, der Teufel selbst habe hier seine Hand im Spiel gehabt. Sie wolle keiner mehr rahten aufs wasser zu gehen. Dies war offenbar auch die Ansicht der hessischen Landesherrschaft, die im Sommer 1654 die Wasserprobe ausdrücklich verbot.
Für Adelheid Sieveking war der Prozess nun entschieden. Es folgte ein letztes Verhör in der Folterkammer auf dem Dachboden des Rathauses. Beim Anblick der Instrumente bemühte sie sich zu gestehen, was von ihr verlangt wurde.
Das Urteil im Sieveking-Prozess ist nicht erhalten. Gewiss ist aber, dass Adelheid Sieveking Ende Februar 1654 tatsächlich verbrannt worden ist. Die Prozessakten aus späteren Verfahren gegen die von ihr besagten Frauen nahmen hierauf mehrfach Bezug. In ihnen zeigte sich zudem, welche verheerende Wirkung die Besagungen Adelheid Sievekings nach ihrem Tode hatten. Von den zehn Frauen, deren Namen aus ihr herausgepresst wurden, wurden mindestens acht verurteilt und hingerichtet. Vom Schicksal der beiden übrigen ist nichts bekannt. Hans Sieveking starb 1664 in Rinteln.